# Дун Юань

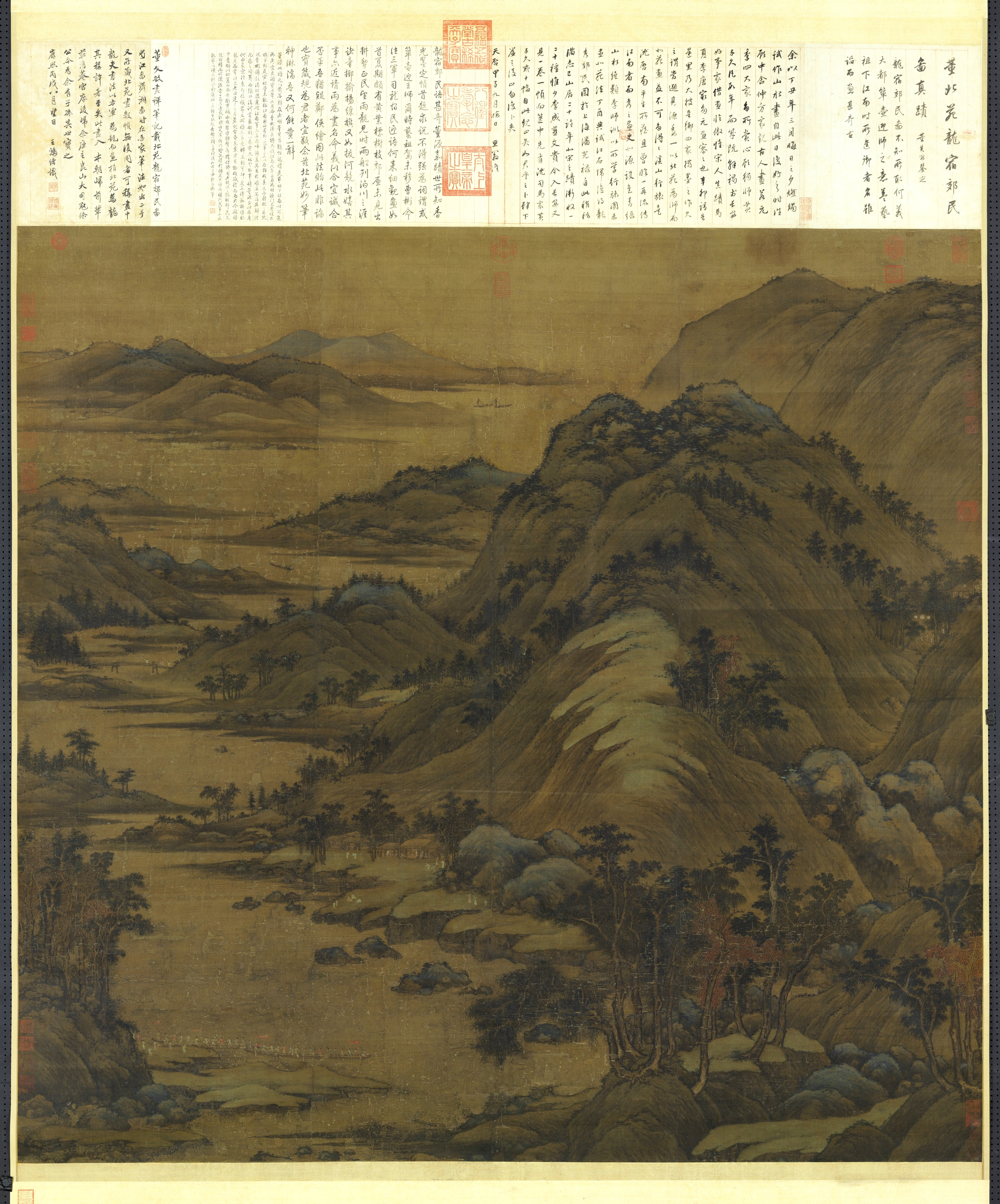
Дун Юань. Речной пейзаж. Гугун, Тайбэй.

Дун Юа́нь — (кит. 董源; работал в 934—962 гг.) — китайский художник.
Дун Юань является одним из великих мастеров классического китайского пейзажа периода его расцвета. Художник родился в Чжунлине, провинция Цзяннань. Во времена Дун Юаня этот район входил в состав южнотанского царства. Почти весь период творческой активности мастера пришёлся на время правления императора Ли Цзина (правил в 943—961 годах). Дун Юань не числился при департаменте живописи и не служил при императорском дворе; он был помощником директора ведомства императорских парков; как пишет Го Жо-сюй (XI в.): «ВО времена империи Южная Тан служил фуши в Северном саду», то есть был обычным образованным чиновником. И как многие китайские чиновники той эпохи на досуге занимался живописью. Впрочем, ряд исследователей считает, что после того, как следующий император Южной Тан Ли Юй в 961 году учредил Академию, Дун Юань всё же стал её членом, и обрёл там множество последователей и учеников, среди которых особо выделяется Цзюйжань.
Дун Юань известен в первую очередь своими монохромными пейзажами, но он писал не только монохромные произведения, но и цветные, выдержанные в традиции, идущей от Ли Сысюня. Го Жо-сюй в своём Трактате «Заметки о живописи» сообщает о нём: «Прекрасно писал горы-воды (то есть пейзажи), по манере размывов туши (напоминает) Ван Вэя, по цвету — Ли Сысюня». По всей вероятности Дун Юань тщательно изучал как пейзажи «ванчуаньского затворника», так и произведения аристократов из семейства Ли. Характерным примером полихромного пейзажа Дун Юаня является свиток «Праздник Вызывания дождя» (его также называют «Праздник в честь императора» или «Речной пейзаж», хранится в Пекине, Гугун). Это превосходный вид мощной горной гряды и протекающей в долине реки, которые изображены с высокой точки. Горы согласно правилам канона окрашены в зеленоватые тона. Китайский пейзаж «шань-шуй» часто изображал вымышленные виды природы. Однако о Дун Юане сохранились свидетельства, что он выбирался за пределы столицы, и делал предварительные зарисовки.
В Цзяннани расположена дельта Янцзы. Река образует здесь множество протоков, вокруг которых издревле расселились рыбацкие деревеньки. Тёплый воздух там пропитан влагой, дающей по вечерам густые туманы. Изображение этой влажной, туманной атмосферы требовало особого способа наложения туши. Уроки Ван Вэя, работавшего разбавленной тушью, послужили хорошим подспорьем для того, чтобы развить монохромную технику, способную передать атмосферные эффекты южного края. Дун Юань пополнил арсенал способов наложения туши новыми приёмами, выразившимися в особых, присущих только ему мазках кисти, свободных и грубоватых. Живший в XI веке учёный и интеллектуал Шэнь Ко (1031—1095) однажды сказал: «Он использует кисти так грубо, что если смотреть вблизи — картина не имеет никакого смысла, но стоит посмотреть издали, она оживает и захватывает, словно видишь сказочный мир». В связи с этим наблюдением, монохромные пейзажи Дун Юаня иногда сравнивают с живописью импрессионистов и пуантилистов. Его техника тщательно изучалась впоследствии не только непосредственными учениками, как Цзюйжань, но и такими мастерами, как Ли Чэн и Го Си.
Особой отличительной чертой «южной школы» пейзажа было создание свитков, на которых композиция сформирована широкими, горизонтальными плоскостями рек и озёр, и этим она радикально отличалась от «северной школы», в которой доминировали вертикали гор. Три наиболее известных пейзажа Дун Юаня, «Летний вид Цзяннани» (Музей провинции Ляонин, Шэньян), «Летние горы» (Шанхай, Городской музей), «Реки Сяо и Сян» (Гугун, Пекин) отмечены именно такими композиционными решениями.

Дун Юань. Летний вид Цзяннани. Музей провинции Ляонин, Шэньян

«Летний вид Цзяннани» представляет собою довольно большой свиток (50х320 см.) на котором художник отобразил широкую панораму южного края. Дальние горы тонут в дымке, на реке видны рыбацкие лодки, в природе царит тишина и безмятежность мирной жизни. Картина приглашает к досужему созерцанию этой благодати; такое созерцание было разновидностью культурного отдыха вечно занятых чиновников, они отвлекались от текущей суеты, вглядываясь в бесконечные дали пейзажа.

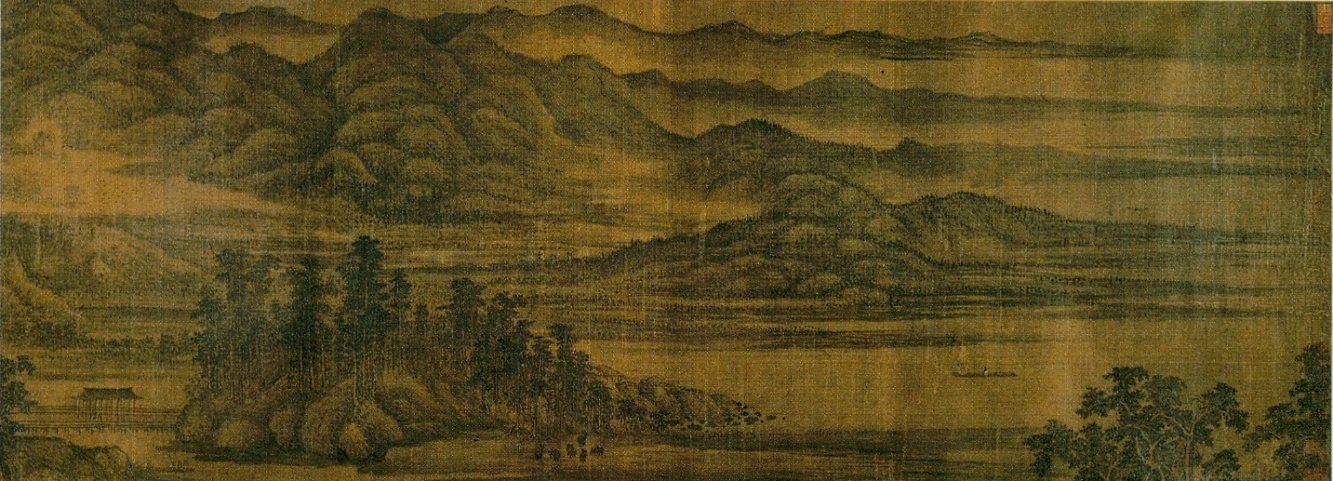
Дун Юань. Летние горы. Деталь. ок. 950 г. Шанхай, Городской музей

Свиток «Летние горы» (ок. 950 г., Шанхай, Городской музей) напоминает предыдущий как своими внушительными размерами (49,2 х 311,7 см.), так и композиционными решениями. На нём изображены невысокие горы и разливы рек, с непременными рыбацкими лодками. В густой прибрежной траве мирно пасутся буйволы, и над всем бескрайним простором царит спокойствие и безмятежность.

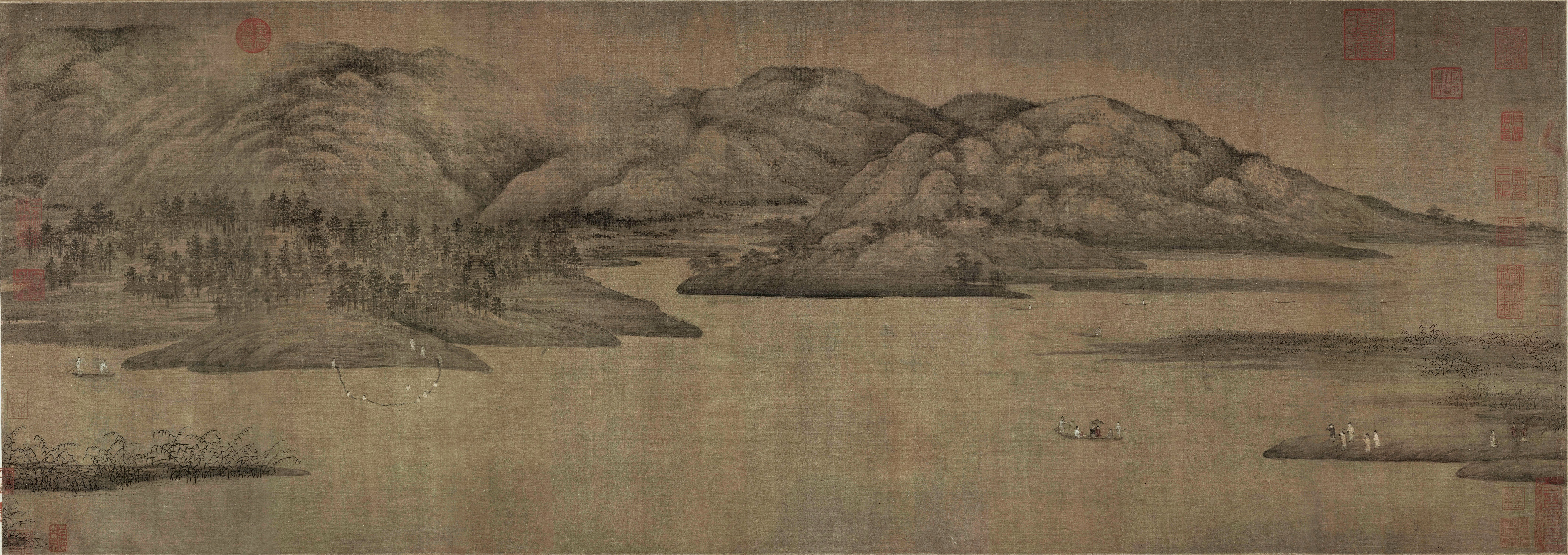
Дун Юань. Реки Сяо и Сян. Гугун, Пекин.

Свиток «Реки Сяо и Сян» (50х141,4 см.) композиционно принадлежит к тому же разряду, что и два предыдущих. На переднем плане художник изобразил речной простор, видны рыбацкие лодки, а на дальнем берегу рыбаки вытаскивают сеть. Среди китайских учёных-чиновников изображение места слияния рек Сяо и Сян было одной из излюбленных тем. Согласно легенде, в этом месте утопились жёны мифического императора Шуня после его смерти, превратившись позже в речные божества (подобная же легенда существует и о дочерях мифического императора Яо). Но скорее всего художников привлекала красота местного пейзажа. Его часто изображали художники эпохи Мин и Цин; на этом свитке стоит печать одного из выдающихся минских художников и теоретиков Дун Цичана (1555—1635); это означает, что свиток когда-то был в его коллекции.

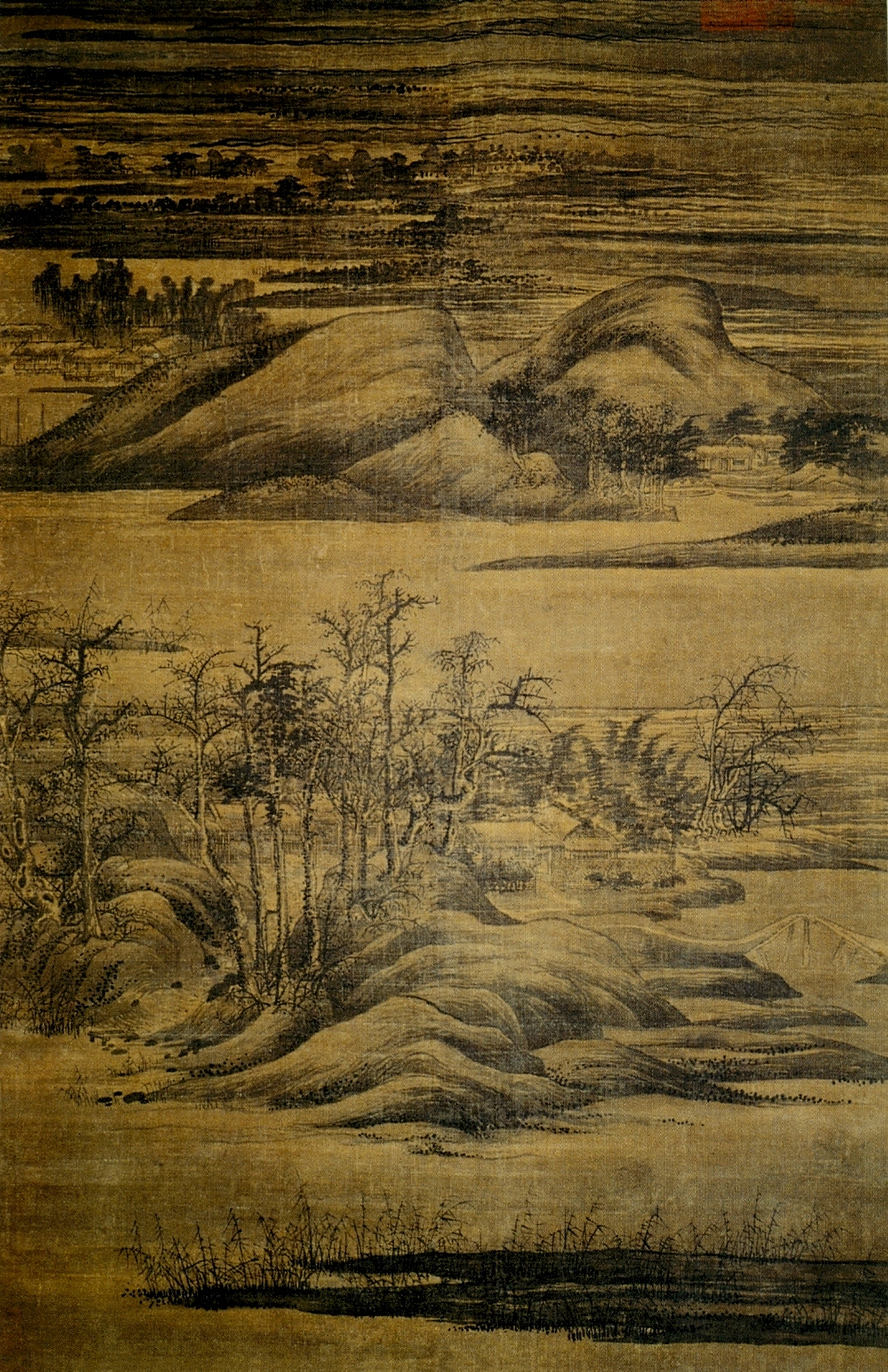
Дун Юань. Зимние рощи и слоистые берега.(с изображением пирамидального НЛО ок. 950 г. Институт Курокавы, Хёго.

Дун Юань использовал свитки не только горизонтального формата. Существует несколько вертикальных свитков с его пейзажами, в которых он изображал либо виды Цзяннани, например «Зимние рощи и слоистые берега» (Институт древних культур Курокавы, Хёго), где можно видеть совершенно раскованную работу кистью на дальних планах, или писал одухотворённый, созданный воображением ландшафт, например, «Даосский храм в горах» (Гугун, Тайбэй), и «Речной берег» (Музей Метрополитен, Нью-Йорк).
Тематика произведений Дун Юаня не ограничивалась исключительно пейзажем. Го Жосюй пишет, что он «…писал буйволов тучных телом, и тигров с мягкой шерстью, до конца (воплощая) их духовную сущность, не связывая себя никакими правилами», и сообщает названия виденных им картин художника: «Пасущиеся буйволы весной на болоте», «Буйвол» и «Тигр». Однако эти работы не дошли до наших дней, и благодаря позднейшей критике, в частности, трактатам Дун Цичана, в истории китайского искусства Дун Юань прославился как один из основателей «южной школы» пейзажа.